# Cypraea tigris
Cypraea tigris – gatunek porcelanki. Osiąga od 42 do 143 mm, „typowy” osobnik mierzy około 60–100 mm. Bardzo pospolita porcelanka (obok Monetaria moneta, M. caputserpentis i M. annulus najbardziej pospolita). Muszla tej porcelanki ma specyficzne ubarwienie – ciemniejsze, niekoniecznie regularne kropki na jaśniejszym tle; zmienność kolorystyczna jest ogromna od form albinotycznych (prawie zupełnie białych), poprzez typowe dość jasne formy z brązowymi/czarnymi kropkami, aż po formy melaniczne (bardzo ciemne, bez wyraźnego wzoru). Ogromna różnorodność w obrębie tego gatunku sprawiła, iż mimo zaliczania do najpospolitszych, „tygryski” są nader chętnie kolekcjonowane.
Ślimak ten, z uwagi na ogromną liczebność populacji, jest ofiarą wręcz przemysłowych połowów, co doprowadziło do sytuacji, w której coraz ciężej o osobniki powyżej 11 cm. Muszlę C. tigris można uznać za „encyklopedyczną” pamiątkę znad morza – jest wszechobecna na straganach i w sklepach z pamiątkami. Wyrabia się z niej również biżuterię; na wierzchu muszli, wskutek obróbki, powstają znaki zodiaku, imiona i różne symbole.
Ślimak C. tigris, ze względu na swoją niewybredność i wyjątkową wytrzymałość, jest bardzo często spotykany w akwariach – należących zarówno do oceanariów, jak i do osób prywatnych. Żywe ślimaki można nawet spotkać w lepiej zaopatrzonych sklepach zoologicznych.
Porcelanka tygrysia posiada wiele interesujących podgatunków: 
- Cypraea tigris incana – forma filipińska
- Cypraea tigris lyncicrosa – zamieszkuje wody zachodniego Oceanu Spokojnego
- Cypraea tigris pardalis – wyjątkowo ładny podgatunek o specyficznie ubarwionym wierzchu muszli, osiąga 10 cm i zamieszkuje wody Filipin
- Cypraea tigris schilderiana – specyficzna odmiana charakteryzująca się wyjątkowo dużymi i wyrazistymi kropkami; występuje w okolicy wysp hawajskich oraz Wietnamu
- Cypraea tigris tuberculifera

## Występowanie
Cypraea tigris zamieszkuje wody Indo-Pacyfiku od wschodnich wybrzeży Afryki, aż po Hawaje, więc jest jednym z najbardziej rozprzestrzenionych gatunków porcelanek.

## Galeria

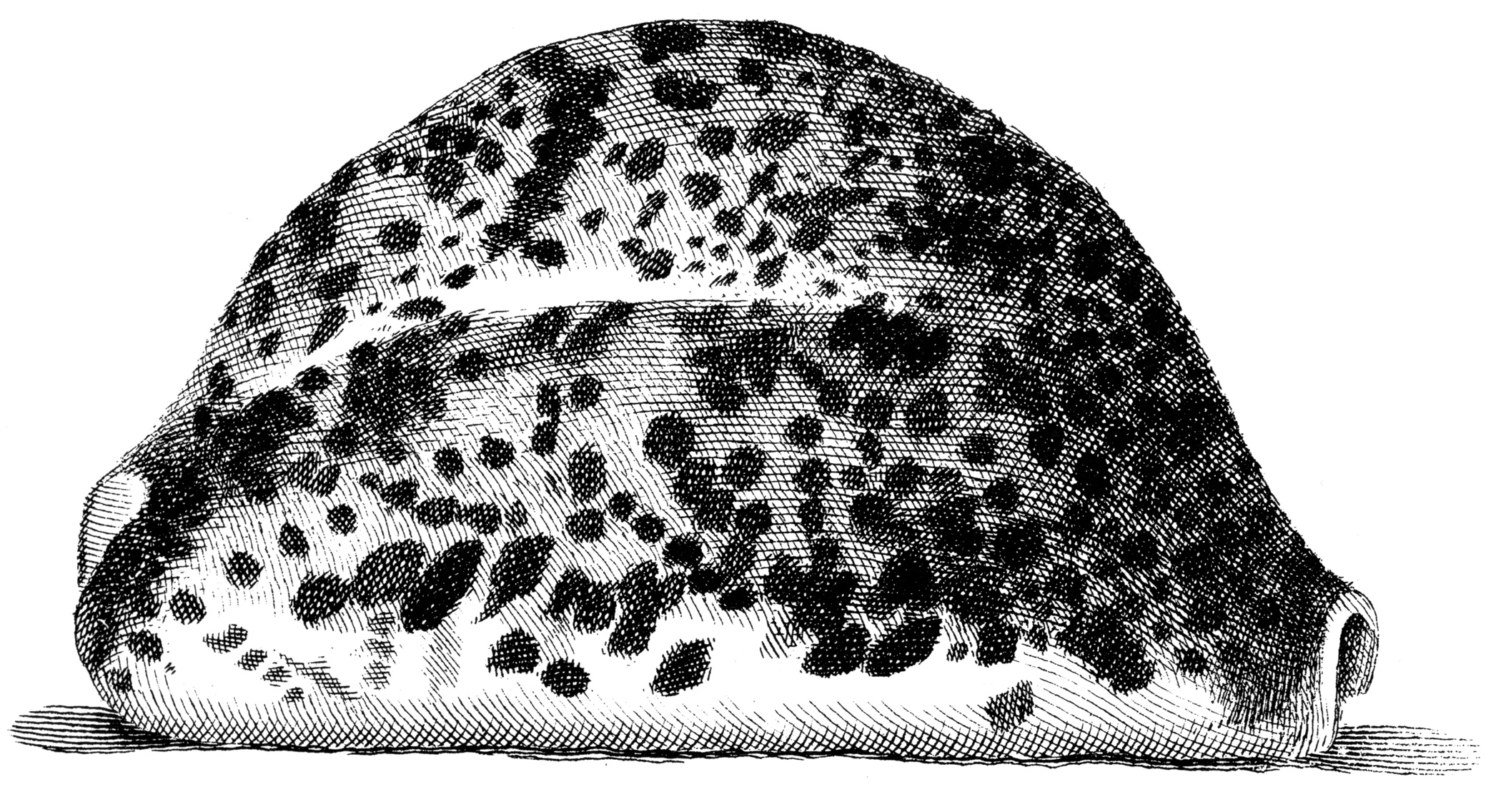
Źródło: Index Testarum Conchyliorum (1742) autor: Niccolò Gualtieri
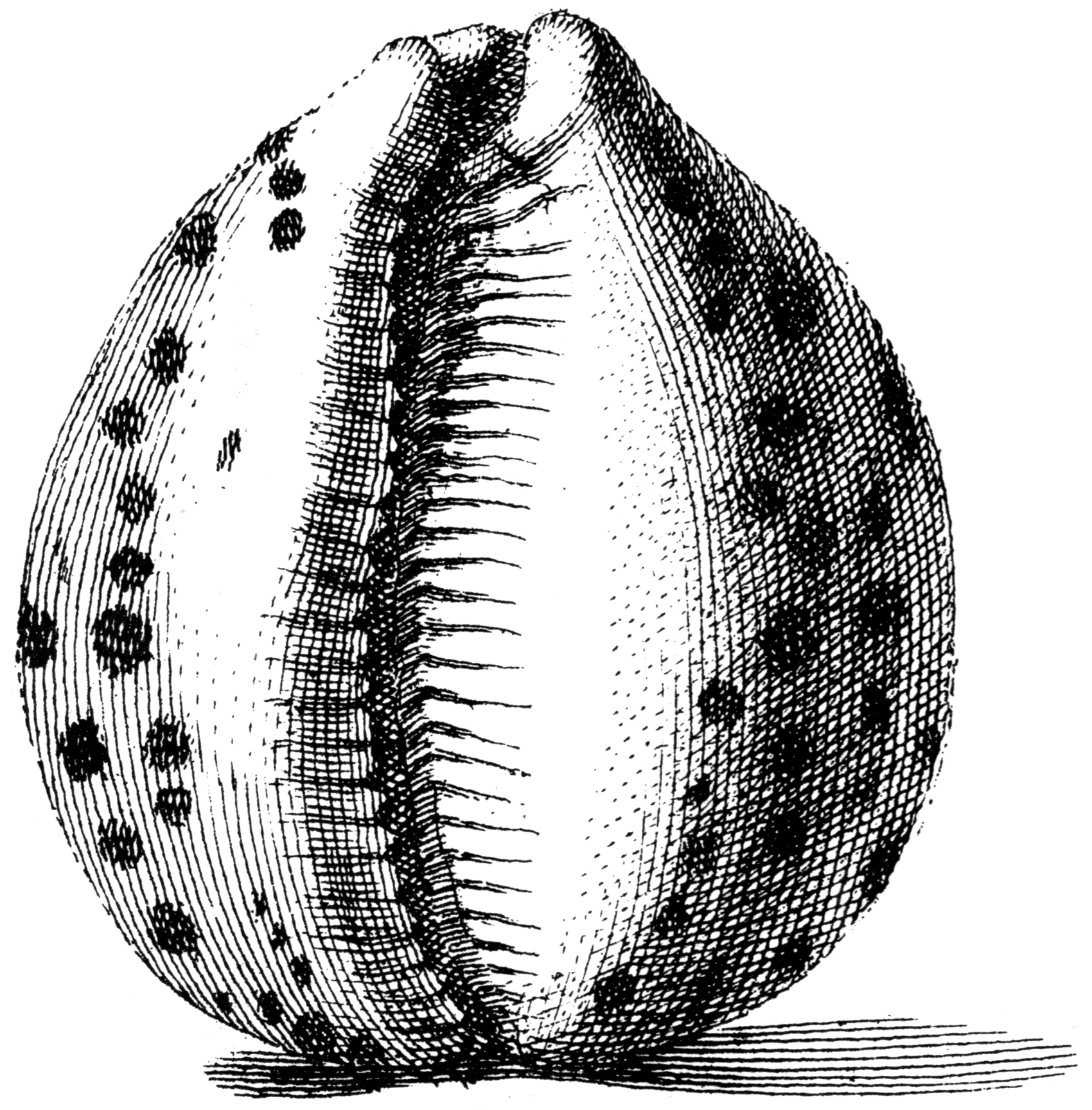
Źródło: Index Testarum Conchyliorum (1742) autor: Niccolò Gualtieri
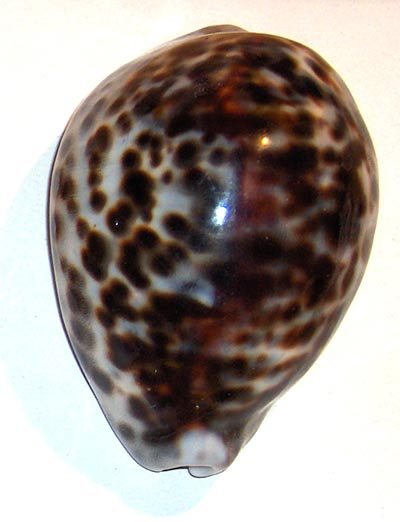
Typowy przedstawiciel gatunku Cypraea tigris